# Unione Sportiva Cremonese 1950-1951
Questa pagina raccoglie le informazioni riguardanti l'Unione Sportiva Cremonese nelle competizioni ufficiali della stagione 1950-1951.

## Stagione
Nella stagione 1950-51 la Cremonese ha disputato il campionato di Serie B, ottenendo un deludente penultimo posto con 28 punti, davanti alla sola Anconitana, e così retrocedendo in terza serie, il torneo ha visto la promozione della Spal con 58 punti, e del Legnano con 54. Si è cambiato tanto, troppo, se ne sono andati Farnese Masoni, Giorgio Granata, Renato Trittico, José Surano, Ottorino Paulinich e Mario Barera. I nuovi volti sono quelli di Umberto Mannocci, Cosimo La Penna, Carlo Lenci, Luigi Bertoli, ed il Danese Kai Frandsen arrivato dal Copenaghen. Questi costosi colpi di mercato hanno illuso la piazza, le attese deluse e la crisi societaria hanno fatto precipitare la situazione e aperto le porte delle terza serie.

## Rosa
| N. |                   | Ruolo | Calciatore           |
| -- | ----------------- | ----- | -------------------- |
|    | Italia (bandiera) | D     | Pietro Bacchini      |
|    | Italia (bandiera) | D     | Celso Battaia        |
|    | Italia (bandiera) | A     | Sergio Bertoglio     |
|    | Italia (bandiera) | D     | Luigi Bertoli        |
|    | Italia (bandiera) | D     | Giampiero Bodini     |
|    | Italia (bandiera) | A     | Gianni Bonazzoli     |
|    | Italia (bandiera) | A     | Bonetti              |
|    | Italia (bandiera) | D     | Eraldo Borrini       |
|    | Italia (bandiera) | A     | Filippo Cammoranesi  |
|    | Italia (bandiera) | D     | Benedetto De Angelis |
|    | Italia (bandiera) | C     | Fausto Denti         |
|    | Italia (bandiera) | A     | Edoardo Evangelista  |
|    | Italia (bandiera) | A     | Emiliano Farina      |

| N. |                      | Ruolo | Calciatore         |
| -- | -------------------- | ----- | ------------------ |
|    | Italia (bandiera)    | A     | Dario Ferrari      |
|    | Italia (bandiera)    | P     | Nevio Ferrari      |
|    | Danimarca (bandiera) | C     | Kai Frandsen       |
|    | Italia (bandiera)    | P     | Mario Ghisolfi     |
|    | Italia (bandiera)    | D     | Cosimo La Penna    |
|    | Italia (bandiera)    | C     | Carlo Lenci        |
|    | Italia (bandiera)    | A     | Carlo Maggi        |
|    | Italia (bandiera)    | C     | Umberto Mannocci   |
|    | Italia (bandiera)    | A     | Luciano Marchi     |
|    | Italia (bandiera)    | A     | Marcello Personeni |
|    | Italia (bandiera)    | C     | Danilo Ravani      |
|    | Italia (bandiera)    | C     | Antonio Scotti     |
|    | Italia (bandiera)    | A     | Teodoro Zanini     |

## Risultati

### Serie B

#### Girone di andata
| Arbitro: | Franzi (Vercelli) |

|            |           |                             |
| Farina 51’ | Marcatori | 47’ Bonaretti 57’ Aliprandi |

| Arbitro: | Canavesio (Torino) |

|                              |           |  |
| Bettini 27’ 69’ Bassetti 88’ | Marcatori |  |

| Arbitro: | Tassini (Verona) |

|                                           |           |  |
| Ajelli 32’ Cesari 58’ Busnelli 81’ (rig.) | Marcatori |  |

| Arbitro: | Stevano (Vercelli) |

|  |           |               |
|  | Marcatori | 83’ Camporese |

| Arbitro: | Michieletto (Mestre) |

|             |           |  |
| Mannocci 3’ | Marcatori |  |

| Arbitro: | Marchese (Napoli) |

|                   |           |                  |
| Benini 37’ (rig.) | Marcatori | 23’ (rig.) Lenci |

| Arbitro: | Cartei (Firenze) |

|              |           |                      |
| Mannocci 74’ | Marcatori | 63’ Dini 66’ Colombi |

| Arbitro: | Poggipollini (Ferrara) |

|  |           |              |
|  | Marcatori | 21’ Mannocci |

| Arbitro: | Bertolio (Torino) |

|               |           |                  |
| Eidefjäll 24’ | Marcatori | 42’ (rig.) Lenci |

| Arbitro: | Casini (Palermo) |

|             |           |  |
| Frugali 33’ | Marcatori |  |

| Vicenza 26 novembre 1950 12ª giornata | Vicenza            | 0 – 0 | Cremonese | Stadio Romeo Menti\| Arbitro: \| Garzelli (Livorno) \| |
| Arbitro:                              | Garzelli (Livorno) |       |           |                                                        |

| Arbitro: | Tassini (Verona) |

|                      |           |                           |
| Lenci 52’ Marchi 62’ | Marcatori | 10’ Trapanelli 37’ Vargas |

| Salerno 10 dicembre 1950 14ª giornata | Salernitana      | 0 – 0 | Cremonese | Stadio Comunale\| Arbitro: \| Matteucci (Roma) \| |
| Arbitro:                              | Matteucci (Roma) |       |           |                                                   |

| Arbitro: | Piemonte (Monfalcone) |

|                                                            |           |                            |
| Maggi 13’ Frandsen 25’ Mannocci 55’ Maggi 68’ Frandsen 75’ | Marcatori | 39’ Sabbatini 60’ Canonico |

| Arbitro: | Marchese (Napoli) |

|                                        |           |                 |
| Lenci 17’ Battaia 45’ Mannocci 71’ 80’ | Marcatori | 35’ Scagliarini |

| Arbitro: | Caputi (Molfetta) |

|                             |           |  |
| Fabbri 24’ Voogt 76’ (rig.) | Marcatori |  |

| Arbitro: | Baldo (Alessandria) |

|                                              |           |  |
| Pirovano II 27’ (rig.) 82’ (rig.) Danova 85’ | Marcatori |  |

| Arbitro: | Righi (Milano) |

|              |           |          |
| Mannocci 26’ | Marcatori | 64’ Sega |

| Arbitro: | Tibaldi (Savona) |

|                            |           |                                        |
| Lenci 33’ 41’ Mannocci 54’ | Marcatori | 15’ Vergazzola 35’ Nikolić 70’ Capelli |

| Arbitro: | Bernasconi (Firenze) |

|                                                                   |           |  |
| Brighenti I 11’ Manenti 65’ (rig.) Brighenti I 73’ 81’ (rig.) 83’ | Marcatori |  |

#### Girone di ritorno
| Arbitro: | Bernardi (Savona) |

|                                    |           |                    |
| Persi 21’ Vascellari 40’ Persi 80’ | Marcatori | 63’ (aut.) Realini |

| Arbitro: | Silvano (Torino) |

|                 |           |            |
| Cammoranesi 42’ | Marcatori | 2’ Bettini |

| Cremona 18 febbraio 1951 24ª giornata | Cremonese      | 0 – 0 | Fanfulla | Stadio Giovanni Zini\| Arbitro: \| Savio (Torino) \| |
| Arbitro:                              | Savio (Torino) |       |          |                                                      |

| Arbitro: | Cartei (Firenze) |

|              |           |  |
| Cavaleri 63’ | Marcatori |  |

| Arbitro: | Corallo (Lecce) |

|            |           |           |
| Randon 52’ | Marcatori | 25’ Maggi |

| Arbitro: | Piemonte (Monfalcone) |

|  |           |              |
|  | Marcatori | 27’ Ghezzani |

| Arbitro: | Parpaiola (Padova) |

|                                                       |           |            |
| Rosignoli 6’ Trevisani 41’ Fontanesi 68’ Emiliani 87’ | Marcatori | 61’ Marchi |

| Arbitro: | Tibaldi (Savona) |

|                |           |              |
| Camoranesi 74’ | Marcatori | 26’ Civolani |

| Arbitro: | Coppa (Mariano Comense) |

|                                                            |           |              |
| Pravisano 1’ Colpo 4’ Pravisano 20’ Bertoni E. 50’ 74’ 90’ | Marcatori | 89’ Frandsen |

| Arbitro: | Liverani (Torino) |

|              |           |  |
| Mannocci 16’ | Marcatori |  |

| Arbitro: | Canavesio (Torino) |

|                        |           |  |
| Lenci 16’ Frandsen 86’ | Marcatori |  |

| Arbitro: | Mazzoni (Parma) |

|            |           |  |
| Basile 23’ | Marcatori |  |

| Arbitro: | Agnolin (Bassano del Grappa) |

|                  |           |               |
| Frandsen 23’ 66’ | Marcatori | 71’ Giorgetti |

| Arbitro: | Ferrari Aggradi (Firenze) |

|                                      |           |                        |
| Canonico 7’ Bretti 23’ Sabbatini 85’ | Marcatori | 35’ Mannocci 50’ Maggi |

| Arbitro: | Anichini (Firenze) |

|                                     |           |  |
| La Penna 10’ (aut.) Scagliarini 19’ | Marcatori |  |

| Arbitro: | Menchini (Udine) |

|                  |           |  |
| Lenci 50’ (rig.) | Marcatori |  |

| Cremona 3 giugno 1951 39ª giornata | Cremonese           | 0 – 0 | Seregno | Stadio Giovanni Zini\| Arbitro: \| Moratelli (Bologna) \| |
| Arbitro:                           | Moratelli (Bologna) |       |         |                                                           |

| Arbitro: | Picasso (Milano) |

|                       |           |  |
| Tessaro 18’ Conti 36’ | Marcatori |  |

| Arbitro: | Bernardi (Savona) |

|                                       |           |           |
| Presca 30’ Nikolić 50’ 53’ Nordio 89’ | Marcatori | 85’ Lenci |

| Arbitro: | De Gregorio (Legnano) |

|  |           |                                                        |
|  | Marcatori | 40’ Brighenti I 61’ Marinelli 69’ Giovetti 73’ Manenti |

## Statistiche

### Statistiche di squadra
| Competizione | Punti | In casa | In casa | In casa | In casa | In casa | In casa | In trasferta | In trasferta | In trasferta | In trasferta | In trasferta | In trasferta | Totale | Totale | Totale | Totale | Totale | Totale | DR  |
| Competizione | Punti | G       | V       | N       | P       | Gf      | Gs      | G            | V            | N            | P            | Gf           | Gs           | G      | V      | N      | P      | Gf     | Gs     | DR  |
| ------------ | ----- | ------- | ------- | ------- | ------- | ------- | ------- | ------------ | ------------ | ------------ | ------------ | ------------ | ------------ | ------ | ------ | ------ | ------ | ------ | ------ | --- |
| Serie B      | 28    | 20      | 7       | 8       | 5       | 27      | 23      | 20           | 1            | 4            | 15           | 9            | 45           | 40     | 8      | 12     | 20     | 36     | 68     | -32 |

### Statistiche dei giocatori
| Giocatore      | Serie B  | Serie B |
| Giocatore      | Presenze | Reti    |
| -------------- | -------- | ------- |
| P. Bacchini    | 34       | 0       |
| C. Battaia     | 27       | 1       |
| S. Bertoglio   | 6        | 0       |
| L. Bertoli     | 27       | 0       |
| G. Bodini      | 1        | 0       |
| G. Bonazzoli   | 2        | 0       |
| Bonetti        | 1        | 0       |
| E. Borrini     | 30       | 0       |
| F. Cammoranesi | 19       | 2       |
| B. De Angelis  | 23       | 0       |
| F. Denti       | 4        | 0       |
| E. Evangelista | 5        | 0       |
| E. Farina      | 10       | 1       |
| D. Ferrari     | 1        | 0       |
| N. Ferrari     | 36       | -54     |
| K. Frandsen    | 24       | 6       |
| M. Ghisolfi    | 4        | -14     |
| C. La Penna    | 36       | 0       |
| C. Lenci       | 34       | 9       |
| C. Maggi       | 34       | 4       |
| U. Mannocci    | 36       | 10      |
| L. Marchi      | 16       | 2       |
| M. Personeni   | 6        | 0       |
| D. Ravani      | 20       | 0       |
| A. Scotti      | 2        | 0       |
| T. Zanini      | 2        | 0       |